# Альберт IV фон Боген
Альберт IV фон Боген (Albert IV. von Bogen) (ок. 1195 — 15 января 1242) — последний граф Богена.
Сын Альберта III фон Богена (19.07.1165-20.12.1197) и Людмилы Чешской (ок. 1170 — 04.08.1240), пасынок герцога Баварии Людвига I.
После смерти братьев — Бертольда III (умер в Дамьетте 12 августа 1218 года во время крестового похода) и Луитпольда (ум. 10 мая 1221 года) — объединил в своих руках все родовые владения.
Участник крестовых походов в Египет (1217—1218) и Палестину (1234—1235).
Был женат на Рихице фон Диллинген, дочери графа Альберта III фон Диллингена. Их брак оказался бездетным.
Альберту IV наследовал единоутробный брат — герцог Баварии Оттон II.